# رشيد غراوي
رشيد غراوي (من مواليد 5 يناير 1967) هو عالم كمبيوتر مغربي سويسري وأستاذ في كلية علوم الحاسوب والاتصالات في مدرسة لوزان الاتحادية للفنون التطبيقية (EPFL)، عُرف بمساهماته في مجال الحوسبة المتزامنة والحوسبة الموزعة. وهو رئيس قسم المعلوماتية والعلوم الحاسوبية لسنتي 2018 و2019 في كوليج دو فرانس للحوسبة الموزعة.